# Akysis hendricksoni
Akysis hendricksoni és una espècie de peix de la família dels akísids i de l'ordre dels siluriformes.

## Morfologia
- Els mascles poden assolir els 4,9 cm de llargària total.
- Nombre de vèrtebres: 31-34.[4]

## Distribució geogràfica
Es troba a Àsia: Tailàndia i Malàisia.